# Lamprolabus tibetanus
Lamprolabus tibetanus es una especie de coleóptero de la familia Attelabidae.

## Distribución geográfica
Habita en China.